# Critoniopsis pycnantha
Critoniopsis pycnantha là một loài thực vật có hoa trong họ Cúc. Loài này được (Benth.) H.Rob. mô tả khoa học đầu tiên năm 1980.